# Grampian
Grampian (del gaélico escocés: Roinn a' Mhonaidh) fue una provincia de Escocia (Reino Unido) así llamada por los montes Grampianos, entre 1975 y 1996, cuando la reforma de la división administrativa escocesa lo subdividió en tres Consejos unitarios:
- Moray
- Aberdeenshire (condado)
- Aberdeen (ciudad)

La región estuvo subdividida en cinco distritos:
- Aberdeen
- Banff y Buchan
- Gordon
- Kincardine y Deeside
- Moray

Hoy en día, el territorio de la antigua provincia sigue teniendo una policía conjunta, y perteneciendo a la misma división de los cuerpos de bomberos y a las mismas juntas electorales y sanitarias.

## Hermanamiento
- Houston - EUA